# Angerlo
Angerlo is een plaats in de gemeente Zevenaar in de Nederlandse provincie Gelderland. De plaats ligt op de rechteroever van de IJssel, ongeveer 2 km ten zuiden van Doesburg.
Angerlo telt 23 rijksmonumenten, waaronder de Nederlands Hervormde kerk waarvan de geschiedenis teruggaat tot de 11de eeuw. De overige 22 rijksmonumenten hebben betrekking op het landgoed Bingerden. Daarnaast zijn er ook 25 gemeentelijke monumenten.

## Geschiedenis
Angerlo was eeuwenlang een kerspel van Doesburg, dat houdt in dat het kerkelijk onder hetzelfde gezag viel. Rond het jaar 1500 telde het dorp negentig huishoudens (ongeveer 350 inwoners). In 1811 werd Angerlo een zelfstandige gemeente. In 1866 kreeg het gemeentebestuur in herberg Het Wapen twee kamers ter beschikking als secretarie. Tot 1 januari 2005 bleef Angerlo een zelfstandige gemeente, die ook Bahr, Bevermeer, Bingerden, Giesbeek en Lathum omvatte. Deze gemeente Angerlo maakte aan het eind van de 20ste eeuw deel uit van de Stadsregio Arnhem Nijmegen en omvatte een gebied van 30,34 km² (waarvan 2,10 km² water).
Sinds 1 januari 2005 behoort Angerlo tot de gemeente Zevenaar, die door de samenvoeging naar oppervlakte twee keer zo groot is geworden.

## Halfvasten
Sinds 2000 houdt men jaarlijks 3 à 4 weken na carnaval een Halfvasten-optocht in Angerlo. In 1999 hebben de organisatoren uit Angerlo overlegd met de Commissie van de toenmalige Halfvastenoptocht in het dorp Zeeland (NB). De eerste optocht in Angerlo is in het jaar 2000 gehouden. De optocht is nu met ruim duizend deelnemers een van de grootste Halfvastenoptochten van Nederland. Vele duizenden bezoekers komen elk jaar naar Angerlo om een lange stoet van carnavalswagens en creaties te bekijken.

## Dorpsraad
Angerlo heeft sinds 2019 een actieve Dorpsraad. De Dorpsraad is een stichting met als doel de leefbaarheid te behouden of te vergoten.

## School
Angerlo heeft één basisschool, De Trompetter, die in 2006/2007 voortkwam uit de fusie tussen de Bernard Ruysschool en de Heilige Nicolaasschool. De fusieschool draagt de naam van twee verdwenen boerderijen. Peter van Zadelhoff was leerling van de Bernard Ruysschool eind jaren 70.

## Foto's

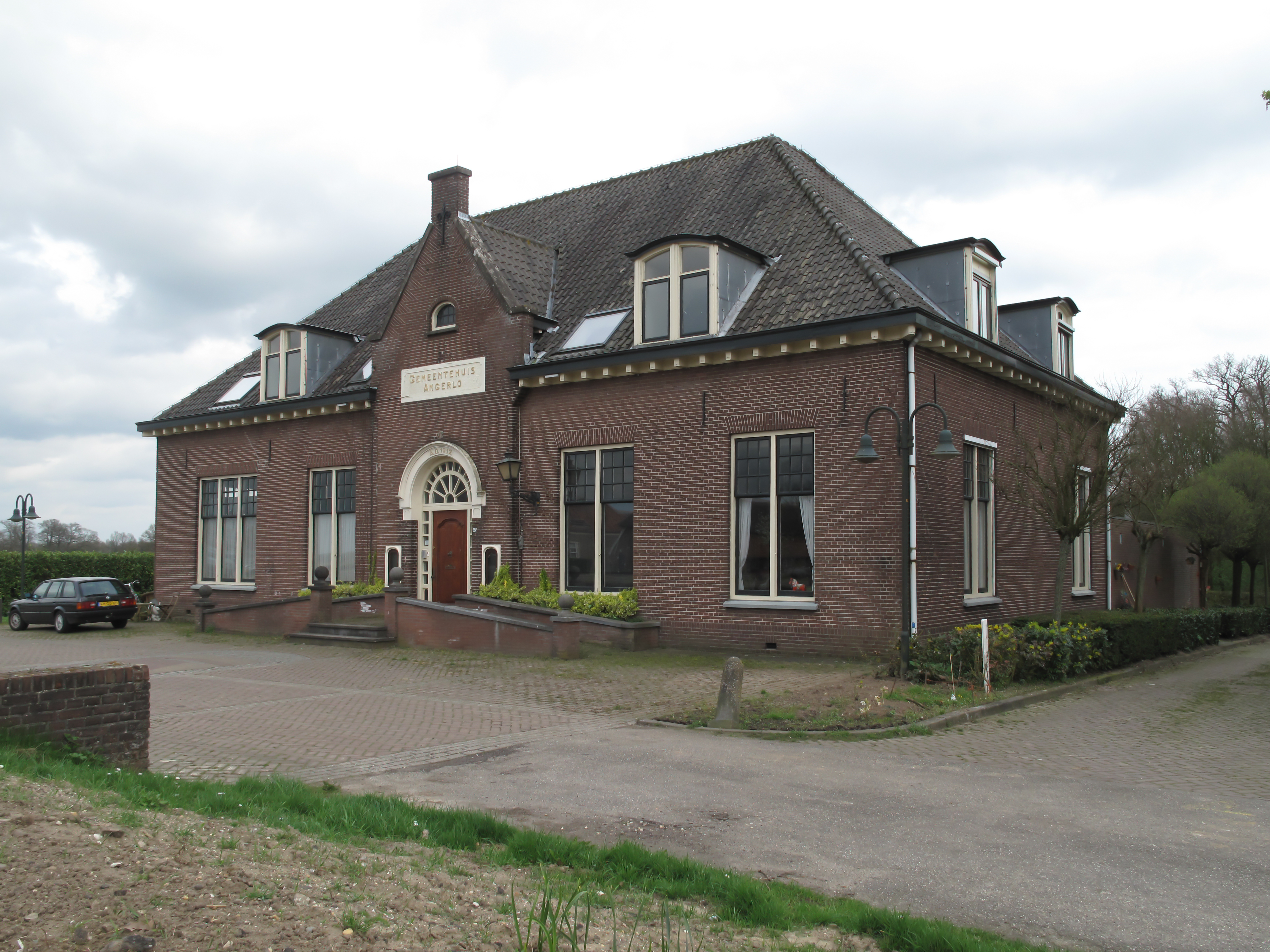
Angerlo, voormalige gemeentehuis
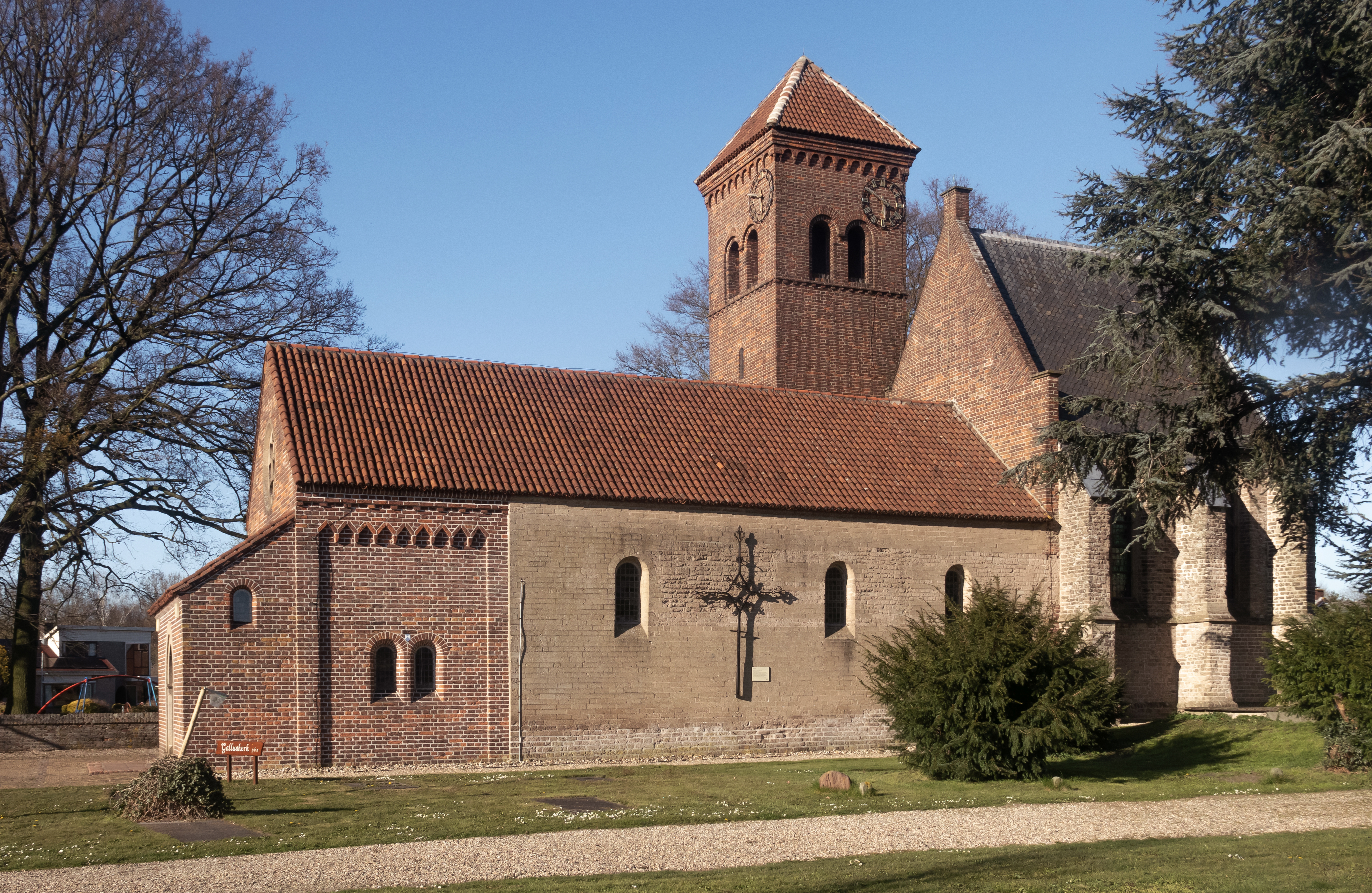
Angerlo, Sint-Galluskerk